# Volta a Espanya de 2008
La Volta a Espanya de 2008 fou la 63a edició de la Volta a Espanya. La cursa començà a Granada el 30 d'agost i finalitzà el 21 de setembre a Madrid després de 3 133,8 quilòmetres repartits entre 21 etapes. El vencedor final fou l'espanyol Alberto Contador (Astana) que també guanyà la combinada. L'acompanyaren al podi el seu company d'equip Levi Leipheimer i Carlos Sastre (Team CSC). En les altres classificacions secundàries Greg Van Avermaet (Silence-Lotto) aconseguí la victòria en la classificació per punts, David Moncoutié (Coficis) guanyà el Premi de la muntanya, i el Caisse d'Epargne la classificació per equips.
La cançó d'aquesta edició fou "Pretendo Hablarte" de Beatriz Luengo.

## Equips participants
En aquesta edició de la Volta a Espanya prengueren part 19 equips:
| Núm.  | Codi | Equip              |
| ----- | ---- | ------------------ |
| 1-9   | CSC  | Team CSC-Saxo Bank |
| 11-19 | ALM  | AG2R La Mondiale   |
| 21-29 | ACA  | Andalucía-Cajasur  |
| 31-39 | AST  | Astana             |
| 41-49 | BTL  | Bouygues Télécom   |
| 51-59 | GCE  | Caisse d'Épargne   |
| 61-69 | COF  | Cofidis            |
| 71-79 | C.A  | Crédit Agricole    |
| 81-89 | EUS  | Euskaltel-Euskadi  |
| 91-99 | FDJ  | Française des Jeux |

| Núm.    | Codi | Equip                  |
| ------- | ---- | ---------------------- |
| 101-109 | GST  | Gerolsteiner           |
| 111-119 | KGZ  | Xacobeo Galicia        |
| 121-129 | LAM  | Lampre                 |
| 131-139 | LIQ  | Liquigas               |
| 141-149 | QST  | Quick Step             |
| 151-159 | RAB  | Rabobank               |
| 161-169 | SIL  | Silence-Lotto          |
| 171-179 | MRM  | Team Milram            |
| 181-189 | TCS  | Tinkoff Credit Systems |

## Etapes
| Etapa | Data           | Recorregut                             | km         | Guanyador          | Líder              |
| 1a    | 30 d'agost     | Granada-Granada                        | 7,7 (CRE)  | Liquigas           | Filippo Pozzato    |
| 2a    | 31 d'agost     | Granada-Jaén                           | 176,3      | Alejandro Valverde | Alejandro Valverde |
| 3a    | 1 de setembre  | Jaén-Còrdova                           | 168,6      | Tom Boonen         | Daniele Bennati    |
| 4a    | 2 de setembre  | Còrdova-Puertollano                    | 170,3      | Daniele Bennati    | Daniele Bennati    |
| 5a    | 3 de setembre  | Ciudad Real-Ciudad Real                | 42,5 (CRI) | Levi Leipheimer    | Levi Leipheimer    |
| 6a    | 4 de setembre  | Ciudad Real-Toledo                     | 150,1      | Paolo Bettini      | Sylvain Chavanel   |
| 7a    | 6 de setembre  | Barbastre-La Rabassa (AND)             | 223,2      | Alessandro Ballan  | Alessandro Ballan  |
| 8a    | 7 de setembre  | Andorra la Vella (AND)-Pla de Beret    | 151        | David Moncoutié    | Levi Leipheimer    |
| 9a    | 8 de setembre  | Viella-Sabiñánigo                      | 200,8      | Greg Van Avermaet  | Egoi Martínez      |
| 10a   | 9 de setembre  | Sabiñánigo-Saragossa                   | 151,3      | Sébastien Hinault  | Egoi Martínez      |
| 11a   | 10 de setembre | Calahorra-Burgos                       | 178        | Óscar Freire       | Egoi Martínez      |
| 12a   | 11 de setembre | Burgos-Suances (AND)                   | 186,4      | Paolo Bettini      | Egoi Martínez      |
| 13a   | 13 de setembre | San Vicente de la Barquera-Angliru     | 209,5      | Alberto Contador   | Alberto Contador   |
| 14a   | 14 de setembre | Oviedo-Fuentes de Invierno             | 158,4      | Alberto Contador   | Alberto Contador   |
| 15a   | 15 de setembre | Cudillero-Ponferrada                   | 202        | David García       | Alberto Contador   |
| 16a   | 16 de setembre | Ponferrada-Zamora                      | 186,3      | Tom Boonen         | Alberto Contador   |
| 17a   | 17 de setembre | Zamora-Valladolid                      | 148,2      | Wouter Weylandt    | Alberto Contador   |
| 18a   | 18 de setembre | Valladolid-Las Rozas de Madrid         | 167,4      | Imanol Erviti      | Alberto Contador   |
| 19a   | 19 de setembre | Las Rozas-Segòvia                      | 145,5      | David Arroyo       | Alberto Contador   |
| 20a   | 20 de setembre | La Granja de San Ildefonso-Navacerrada | 17,1 (CRI) | Levi Leipheimer    | Alberto Contador   |
| 21a   | 21 de setembre | San Sebastián de los Reyes-Madrid      | 102,2      | Matti Breschel     | Alberto Contador   |

## Classificacions finals

### Classificació general
|    | Ciclista           | Equip              | Temps       |
| -- | ------------------ | ------------------ | ----------- |
| 1  | Alberto Contador   | Astana             | 80h 40' 23" |
| 2  | Levi Leipheimer    | Astana             | + 46"       |
| 3  | Carlos Sastre      | Team CSC-Saxo Bank | + 4'12"     |
| 4  | Ezequiel Mosquera  | Xacobeo Galicia    | + 5'19"     |
| 5  | Alejandro Valverde | Caisse d'Epargne   | + 6'00"     |
| 6  | Joaquim Rodríguez  | Caisse d'Epargne   | + 6'50"     |
| 7  | Robert Gesink      | Rabobank           | + 6'55"     |
| 8  | David Moncoutié    | Cofidis            | + 10'10"    |
| 9  | Egoi Martínez      | Euskaltel-Euskadi  | + 10'57"    |
| 10 | Marzio Bruseghin   | Lampre             | + 11'56"    |

### Classificacions secundàries
|   | Ciclista           | Equip           | Punts |
| - | ------------------ | --------------- | ----- |
| 1 | David Moncoutié    | Cofidis         | 143   |
| 2 | Christophe Kern    | Crédit Agricole | 106   |
| 3 | Alberto Contador   | Astana          | 99    |
| 4 | Juan Manuel Gárate | Quick Step      | 89    |
| 5 | Levi Leipheimer    | Astana          | 65    |

|   | Ciclista            | Equip             | Punts |
| - | ------------------- | ----------------- | ----- |
| 1 | Daniele Bennati     | Lampre-Fondital   | 147   |
| 2 | Denís Ménxov        | Rabobank          | 135   |
| 3 | Samuel Sánchez      | Euskaltel-Euskadi | 127   |
| 4 | Alessandro Petacchi | Team Milram       | 126   |
| 5 | Cadel Evans         | Predictor-Lotto   | 91    |

|   | Ciclista           | Equip            | Punts |
| - | ------------------ | ---------------- | ----- |
| 1 | Alberto Contador   | Astana           | 6     |
| 2 | Levi Leipheimer    | Astana           | 11    |
| 3 | Alejandro Valverde | Caisse d'Epargne | 16    |
| 4 | Ezequiel Mosquera  | Xacobeo Galicia  | 19    |
| 5 | David Moncoutié    | Cofidis          | 19    |

| Pos. | Equip              | Temps        |
| ---- | ------------------ | ------------ |
| 1    | Caisse d'Epargne   | 241h 20' 38" |
| 2    | Euskaltel-Euskadi  | + 39'22"     |
| 3    | Team CSC-Saxo Bank | + 39'35"     |
| 4    | Astana             | + 42'01"     |
| 5    | Xacobeo Galicia    | + 51'31"     |

## Evolució de les classificacions
| Etapa                  | Vencedor               | Classificació general Mallot or | Classificació per punts Mallot blau | Classificació de la muntanya Mallot taronja | Classificació combinata Mallot blanc | Classificació per equips |
| ---------------------- | ---------------------- | ------------------------------- | ----------------------------------- | ------------------------------------------- | ------------------------------------ | ------------------------ |
| 1ª                     | Liquigas               | Filippo Pozzato                 | no assignat                         | no assignat                                 | no assignat                          | Liquigas                 |
| 2ª                     | Alejandro Valverde     | Alejandro Valverde              | Alejandro Valverde                  | Jesús Rosendo                               | Egoi Martínez                        | Caisse d'Epargne         |
| 3ª                     | Tom Boonen             | Daniele Bennati                 | Alejandro Valverde                  | Jesús Rosendo                               | Egoi Martínez                        | Caisse d'Epargne         |
| 4ª                     | Daniele Bennati)       | Daniele Bennati                 | Daniele Bennati                     | Jesús Rosendo                               | Paolo Bettini                        | Quick Step               |
| 5ª                     | Levi Leipheimer        | Levi Leipheimer                 | Daniele Bennati                     | Jesús Rosendo                               | Egoi Martínez                        | Astana                   |
| 6ª                     | Paolo Bettini          | Sylvain Chavanel                | Daniele Bennati                     | Jesús Rosendo                               | Paolo Bettini                        | Astana                   |
| 7ª                     | Alessandro Ballan      | Alessandro Ballan               | Daniele Bennati                     | Alessandro Ballan                           | Alessandro Ballan                    | Astana                   |
| 8ª                     | David Moncoutié        | Levi Leipheimer                 | Alejandro Valverde                  | Alessandro Ballan                           | Alberto Contador                     | Astana                   |
| 9ª                     | Greg Van Avermaet      | Egoi Martínez                   | Alejandro Valverde                  | Alessandro Ballan                           | Alberto Contador                     | Astana                   |
| 10ª                    | Sébastien Hinault      | Egoi Martínez                   | Greg Van Avermaet                   | David Moncoutié                             | Alberto Contador                     | Caisse d'Epargne         |
| 11ª                    | Óscar Freire)          | Egoi Martínez                   | Greg Van Avermaet                   | David Moncoutié                             | Alberto Contador                     | Caisse d'Epargne         |
| 12ª                    | Paolo Bettini)         | Egoi Martínez                   | Greg Van Avermaet                   | David Moncoutié                             | Alberto Contador                     | Astana                   |
| 13ª                    | Alberto Contador       | Alberto Contador                | Greg Van Avermaet                   | David Moncoutié                             | Alberto Contador                     | Caisse d'Epargne         |
| 14ª                    | Alberto Contador       | Alberto Contador                | Alberto Contador                    | David Moncoutié                             | Alberto Contador                     | Caisse d'Epargne         |
| 15ª                    | David García Dapena    | Alberto Contador                | Alberto Contador                    | David Moncoutié                             | Alberto Contador                     | Caisse d'Epargne         |
| 16ª                    | Tom Boonen             | Alberto Contador                | Alberto Contador                    | David Moncoutié                             | Alberto Contador                     | Caisse d'Epargne         |
| 17ª                    | Wouter Weylandt        | Alberto Contador                | Greg Van Avermaet                   | David Moncoutié                             | Alberto Contador                     | Caisse d'Epargne         |
| 18ª                    | Imanol Erviti          | Alberto Contador                | Greg Van Avermaet                   | David Moncoutié                             | Alberto Contador                     | Caisse d'Epargne         |
| 19ª                    | David Arroyo           | Alberto Contador                | Greg Van Avermaet                   | David Moncoutié                             | Alberto Contador                     | Caisse d'Epargne         |
| 20ª                    | Levi Leipheimer        | Alberto Contador                | Greg Van Avermaet                   | David Moncoutié                             | Alberto Contador                     | Caisse d'Epargne         |
| 21ª                    | Matti Breschel         | Alberto Contador                | Greg Van Avermaet                   | David Moncoutié                             | Alberto Contador                     | Caisse d'Epargne         |
| Classificacions finals | Classificacions finals | Alberto Contador                | Greg Van Avermaet                   | David Moncoutié                             | Alberto Contador                     | Caisse d'Epargne         |